# Euphemus fasciatus
Euphemus fasciatus là một loài bọ cánh cứng trong họ Elateridae. Loài này được Drury miêu tả khoa học năm 1782.